# 日本のプロ野球
日本のプロ野球（にほんのプロやきゅう）では、日本で行われるプロ野球全般について述べる。

## 歴史
以下のうち、1949年の日本野球機構（NPB）発足以降で特記のないものはNPBの事象を指す。
- 1871年9月30日：横浜の外国人居留民とアメリカ軍艦「コロラド号」の乗員との間で、現在の横浜スタジアムを球場として日本で初となる野球の試合が行われた。
- 1872年頃：第一番中学（現在の東京大学）の外国人教師ホーレス・ウィルソンによって、学生たちの間に野球が広まる。
- 1907年：慶応大学対ハワイ・セントルイスの一戦で初の有料試合。
- 1908年：アメリカのプロ野球チーム（マイナーリーグ主体）来日。
- 1909年：羽田球場建設。日本運動倶楽部設立。
- 1920年：日本運動協会設立。日本のプロ野球の始まり。次いで天勝野球団が設立される（プロ球団を宣言するのは1923年）。日本運動協会は朝鮮・満州にも遠征し人気を博す。
- 1923年：関東大震災の震災被害により日本運動協会・天勝野球団ともに解散。日本運動協会は阪神急行電鉄により宝塚運動協会として再結成。
- 1929年：宝塚運動協会解散。
- 1934年：大日本東京野球倶楽部（→東京巨人軍）が設立。
- 1935年：大阪野球倶楽部（→大阪タイガース）が設立。
- 1936年：大日本野球連盟名古屋協会（→名古屋軍）、東京野球協会（→東京セネタース）、「名古屋野球倶楽部（→名古屋金鯱軍）、大阪阪急野球協会（→阪急軍）、大日本野球連盟東京協会（→大東京軍）が発足。これらの球団と巨人・大阪により、2月5日、日本初のプロ野球リーグとして日本職業野球連盟設立。ペナントレース（公式戦）が始まり、日本における全国規模の社会人スポーツリーグ第1号となった。連盟が設立された2月5日はのちに「プロ野球の日」と定められる。2月9日、名古屋の鳴海球場で、東京巨人軍・名古屋金鯱軍がプロ野球初の対抗試合を実施した[1]。
- 1939年：日本職業野球連盟が日本野球連盟に改称。
- 1944年：日本野球連盟が日本野球報国会に改称。しかし同年中に活動休止。
  - 沢村栄治など多くのプロ野球選手も第二次世界大戦に動員され、戦死者も多数出た。ヴィクトル・スタルヒン（ロシア生まれ）が敵性人として抑留、のち追放された（戦後に復帰）。
- 1945年
  - 1月1日：5日：正月大会が関西で開催。
- 1945年（戦後）
  - 11月6日：日本野球連盟の復活宣言。
  - 11月23日：東西対抗戦開催。
- 1946年：ペナントレース再開。
- 1947年：日本では2例目のプロ野球リーグとして国民野球連盟が発足。
- 1948年
  - この年、日本プロ野球初のフランチャイズ制度が暫定導入。
  - 2月：国民野球連盟が解散。
  - 8月17日：日本プロ野球初の夜間試合（ナイトゲーム）が、横浜公園平和野球場（ルー・ゲーリッグスタジアム）にて開催。
- 1949年：プロ野球再編問題。日本野球連盟がセントラル・リーグとパシフィック・リーグに分裂し、両リーグを統括する日本野球機構（NPB）が発足。セントラルは8球団、パシフィックは7球団体制。
- 1950年：各リーグ優勝チームによる選手権試合日本ワールドシリーズ（1954年から「日本選手権シリーズ」）を開始。第1回優勝は毎日オリオンズ。
- 1951年：第1回オールスターゲーム開催。
- 1952年：フランチャイズ制度が正式に導入。
- 1954年：職業野球団に対して支出した広告宣伝費等の取扱いの特例税制優遇制度施行。
- 1955年：ファーム（二軍）リーグとしてイースタン・リーグとウエスタン・リーグが発足。
- 1958年：この年からセ・パ両リーグが6球団ずつの計12球団による体制となる。以降、運営母体の交代や球団の入れ替わりがありつつも12球団制が維持されている。
- 1959年：6月25日、初の天覧試合（後楽園球場での読売ジャイアンツ対大阪タイガース）。
- 1961年：柳川事件。社会人野球協会（現・日本野球連盟、先述のプロ組織とは別）はプロ退団者の受け入れを拒否。
- 1965年：第1回・プロ野球ドラフト会議（新人選手選択会議）。
- 1969年：黒い霧事件。
- 1973年：プロ野球再編問題。日拓ホームフライヤーズとロッテオリオンズの合併計画が起こる（後に破談）。
- 1974年：セーブ記録の採用。
- 1975年：パ・リーグが指名打者制導入。
- 1978年：江川事件。
- 1980年：日本プロ野球選手会が労働組合として認可。
- 1985年：パ・リーグが予告先発導入。当初は日曜日の試合のみ。
- 1993年：逆指名制度およびフリーエージェント制度導入。
- 1994年：パ・リーグの予告先発を全試合で導入。
- 1997年：プロ野球脱税事件。10選手が脱税で起訴される。
- 1999年：柳川事件以降中止されていた、社会人野球協会のプロ退団者受け入れを再開。
- 2004年
  - パ・リーグでプレーオフ制度導入。
  - プロ野球再編問題。大阪近鉄バファローズとオリックス・ブルーウェーブの合併に端を発して1リーグ移行計画にまで発展。9月には選手会による史上初のストライキが発生した。
- 2005年
  - 公式戦で初のセ・パ交流戦を実施。
  - 独立リーグの四国アイランドリーグが発足。
- 2006年
  - ワールド・ベースボール・クラシックで、プロ選手（MLB所属2名を除いて全員NPB所属選手）によって構成された日本代表チームが初優勝。
- 2007年
  - セ・リーグでもプレーオフ制度が導入され、両リーグともクライマックスシリーズとして開催。
  - 独立リーグの北信越ベースボール・チャレンジ・リーグが発足。
- 2008年
  - 四国アイランドリーグが四国・九州アイランドリーグに改称。
  - 北信越ベースボール・チャレンジ・リーグがベースボール・チャレンジ・リーグに改称。
- 2009年
  - 日本初のNPBと大学の選抜チーム同士による「U-26 NPB選抜 対 大学日本代表」を開催。
  - 独立リーグの関西独立リーグ（初代）が発足。
- 2010年
  - 公式戦で本塁打の判定にビデオ判定を導入。
  - 独立リーグのジャパン・フューチャーベースボールリーグが発足。しかし同年末に活動休止。
- 2011年
  - プロ野球球団と大学野球チームの練習試合が、3月と8月に限り解禁となる[2]。
  - 公式試合球を12球団で統一。
  - セ・パで分かれていたプロ野球審判員を統一。
  - 東日本大震災の影響を受けて、当初3月25日としていた開幕日を両リーグとも4月12日に延期（東日本大震災電力不足開幕延期問題）[3][4]。また、4月2日と3日のオープン戦にチャリティーの冠をつけ慈善試合とし、2日の試合では6試合合計5万人以上の観客を集めた[5]。
  - 野球日本代表（通称「侍ジャパン」）の常設化を決定。
  - 12球団の使用ボールがライブボール等で異なったが、国際試合に近い飛ばないボールに規格を統一する統一球の導入開始（2013年調整、2015年改正[6]）。
  - 四国・九州アイランドリーグが四国アイランドリーグplusに改称。
- 2012年：セ・リーグも予告先発を導入[7]。
- 2013年
  - 2011年から東日本大震災による電力不足対策として行われてきた、「試合開始から3時間30分を経過して9回終了時点で同点の場合は試合終了とする」ルールを撤廃、再び時間無制限・延長12回までとする。
  - NPBは6月11日、2011年に導入の統一球は飛ばないボールとしてWBCの使用球と大きく違い、反発力の基準値を下回ったと発表してボール仕様を修正。
  - 関西独立リーグが活動休止。
- 2014年
  - NPB80周年ベストナインが発表され、投手に別所毅彦、捕手に野村克也、一塁手に王貞治、二塁手に千葉茂と高木守道、三塁手に長嶋茂雄、遊撃手に吉田義男、外野手に張本勲と山内一弘と山本浩二と福本豊が選出された[8][9][10]。
  - 独立リーグのベースボール・ファースト・リーグが発足。
- 2015年：野球賭博問題[11]。当該球団のほか複数の球団においても金銭の授受が発覚した[12][13]。
- 2016年：コリジョンルールの採用、ビデオ判定の運用範囲拡大（本塁クロスプレー）[14]。
- 2018年：ビデオ判定にリクエスト制度を導入。監督のみ行使でき、1試合で最大2回まで（延長戦では10回表以降で1回のみ）可能だが、要求によって判定が翻った場合は回数は減らない[15]。
- 2019年：ベースボール・ファースト・リーグが関西独立リーグ（2代目）に改称。
- 2020年
  - 世界的に新型コロナウイルスが感染拡大する中、Jリーグと合同で対策連絡会議を設置。同会議での専門家チームからの勧告を受けてレギュラーシーズンの開幕を約3か月遅れの6月19日まで延期し、試合数は当初予定していた143から120に削減した[16]。感染リスクを避けるため、当面の間は無観客試合での開催とすることを決定した[16]（7月10日から人数制限のうえで有観客試合を再開[17]）。
  - 交流戦、オールスターゲームは中止となり、クライマックスシリーズについてもセ・リーグは中止、パ・リーグは1位と2位による1ステージのみに規模を縮小した。
  - 独立リーグの北海道ベースボールリーグが発足。
- 2021年
  - 新型コロナウイルス感染拡大により、全試合延長戦なし・9回打ち切りとする[18]。1年延期された2020年東京オリンピックの開催に伴い、準備や競技を開催する球場を使用できなくなったため、変則日程が組まれた。
  - 独立リーグの九州アジアリーグが発足。
- 2022年
  - 規定9回・延長12回による試合を再開。
  - 独立リーグの北海道フロンティアリーグ、日本海オセアンリーグが発足。
- 2023年
  - 日本海オセアンリーグがベイサイドリーグに改称。
  - 独立リーグの日本海リーグが発足。
- 2024年
  - イースタン・リーグにオイシックス新潟アルビレックスBC、ウエスタン・リーグにくふうハヤテベンチャーズ静岡が参入。

## 日本野球機構（NPB）
日本野球機構（NPB）では1軍公式戦としてセントラル・リーグとパシフィック・リーグ、ファーム公式戦としてイースタン・リーグとウエスタン・リーグが開催されているほか、オールスターゲーム、日本選手権シリーズなどを主催している。日本で単に「プロ野球」と言えば通常これらを指す。

### NPBのリーグ・球団
日本野球機構（NPB）傘下にはセントラル・リーグ（セ・リーグ）とパシフィック・リーグ（パ・リーグ）の2リーグがある。
現在は両リーグがそれぞれ6球団を擁し、これらを指して一般に「12球団」と呼ばれる。かつては両リーグとも最大で8球団が在籍したが、金銭的理由等から統合を繰り返した結果、1950年代には現在の数となっている。
| リーグ | 球団名                                                      | 保護地域（人口）       | 本拠地球場                                                                                              | 収容人数（人） | 平均観客数（人/試合） | 画像 | 日本一 | リーグ優勝 | 交流戦優勝 |
| ------ | ----------------------------------------------------------- | ---------------------- | --- | -------------- | --------------------- | ---- | ------ | ---------- | ---------- |
| セ     | 読売ジャイアンツ (Yomiuri Giants)                           | 東京都 （14,261,422）  | 東京ドーム （文京区、北緯35度42分21秒 東経139度45分7秒）                                                | 46,000         | 32,199                |      | 22     | 39         | 2          |
| セ     | 東京ヤクルトスワローズ (Tokyo Yakult Swallows)              | 東京都 （14,261,422）  | 明治神宮野球場 （新宿区、北緯35度40分28.4秒 東経139度43分1.5秒）                                        | 34,572         | 22,741                |      | 6      | 9          | 2          |
| セ     | 横浜DeNAベイスターズ (Yokohama DeNA BayStars)               | 神奈川県 （9,222,299） | 横浜スタジアム （横浜市中区、北緯35度26分36.18秒 東経139度38分24.1秒）                                  | 33,912         | 24,708                |      | 3      | 2          | 1          |
| セ     | 中日ドラゴンズ (Chunichi Dragons)                           | 愛知県 （7,453,054）   | ナゴヤドーム （バンテリンドーム ナゴヤ） （名古屋市東区、北緯35度11分9.5秒 東経136度56分50.88秒）       | 38,414         | 25,459                |      | 2      | 9          | 0          |
| セ     | 阪神タイガース (Hanshin Tigers)                             | 兵庫県 （5,311,391）   | 阪神甲子園球場 （西宮市、北緯34度43分16.43秒 東経135度21分41.91秒）                                     | 47,508         | 36,370                |      | 2      | 6          | 0          |
| セ     | 広島東洋カープ (Hiroshima Toyo Carp)                        | 広島県 （2,698,428）   | 広島市民球場 （MAZDA Zoom-Zoom スタジアム広島） （広島市南区、北緯34度23分30.76秒 東経132度29分5.03秒） | 33,000         | 27,732                |      | 3      | 9          | 0          |
| パ     | 北海道日本ハムファイターズ (Hokkaido Nippon-Ham Fighters)   | 北海道 （5,013,969）   | エスコンフィールドHOKKAIDO （北広島市、北緯42度59分23秒 東経141度32分58秒）                             | 35,000         | -                     |      | 3      | 7          | 1          |
| パ     | 東北楽天ゴールデンイーグルス (Tohoku Rakuten Golden Eagles) | 宮城県 （2,233,195）   | 宮城球場 （楽天モバイルパーク宮城） （仙台市宮城野区、北緯38度15分22.09秒 東経140度54分9.24秒）         | 30,508         | 18,748                |      | 1      | 1          | 1          |
| パ     | 埼玉西武ライオンズ (Saitama Seibu Lions)                    | 埼玉県 （7,325,312）   | 西武ドーム （ベルーナドーム） （所沢市、北緯35度46分7.02秒 東経139度25分13.67秒）                       | 31,552         | 16,837                |      | 13     | 23         | 0          |
| パ     | 千葉ロッテマリーンズ (Chiba Lotte Marines)                  | 千葉県 （6,278,017）   | 千葉マリンスタジアム （ZOZOマリンスタジアム） （千葉市美浜区、北緯35度38分42.42秒 東経140度1分51.05秒） | 30,118         | 20,685                |      | 4      | 5          | 2          |
| パ     | オリックス・バファローズ (ORIX Buffaloes)                   | 大阪府 （8,774,930）   | 大阪ドーム （京セラドーム大阪） （大阪市西区、北緯34度40分9.85秒 東経135度28分34.37秒）                 | 36,220         | 19,896                |      | 6      | 15         | 2          |
| パ     | 福岡ソフトバンクホークス (Fukuoka SoftBank Hawks)           | 福岡県 （5,089,762）   | 福岡ドーム （みずほPayPayドーム福岡） （福岡市中央区、北緯33度35分43.38秒 東経130度21分43.83秒）        | 40,000         | 31,221                |      | 11     | 20         | 8          |

- 「収容人数」：消防法上の定員、またはプロ野球開催時の定員。
- 「平均観客数」：本拠地ホームゲームの1試合平均観客数（2022年）[24]。クライマックスシリーズ、日本シリーズの観客数は含まず。ソフトバンクによれば全球団が満席率をベースにしており、未発券の分を引いた数を発表しているという[25]。ただし2017年シーズンでチケット完売時に同じ数値を発表したのはソフトバンク以外には日本ハムだけである（ソフトバンク38,585人：24試合、日本ハム41,138人：9試合）。
- 2004年以前の観客動員数は概数発表であり、これは戦前から昭和20年代にかけてプロ野球が人気薄だった時代に景気づけのために考えられた「悲しい知恵の所産」とされている[26]。また、東京ドームの55,000人（消防署に届けられた定員は約46,000人[注釈 2]）、福岡ドームの48,000人[27]（2005年までの定員は35,157人）のように定員を超える発表をしていた[注釈 3]。
- 2005年からは観客動員数がチケットの発券枚数を基にした発表となる[28][29]。2017年にはセ・パ合計で2513万9463人を記録。2500万人を超えたのはNPB史上初[30]。
- 保護地域は原則、1球団に本拠地球場を構える都道府県ひとつが認められている。ただし、オリックスと近鉄との合併の影響に鑑みた暫定措置として、2005年から2007年度までの3年間に限っては阪神とオリックスに各2府県（大阪府・兵庫県）の保護地域が認められていた。
- プロ野球の歴史において、北海道・四国地方からNPBに加入したチームは存在しない。ただし、日本ハムファイターズが2004年に北海道に移転した。また独立リーグを含めれば、2005年創設の四国アイランドリーグ（現・四国アイランドリーグplus）所属チームが四国地方に存在する。

| 巨人ヤクルトDeNA中日阪神広島 セントラル・リーグ（セ・リーグ） | 日本ハム楽天西武ロッテオリックスソフトバンク パシフィック・リーグ（パ・リーグ） |

#### 観客数
以下に、2005年以降のペナントレース（リーグ戦＋セ・パ交流戦）における、主催試合（ホームゲーム）での、1試合あたり平均観客数（人/試合）の変遷を示す。同年以降に記載を限ったのは、2004年シーズン中に発生したプロ野球再編問題の結果、翌2005年シーズンより、観客数の発表が実数に切り替わったこと、かつ、セ・パ交流戦が開始されたことによる。
2005年シーズンよりパ・リーグでは、従前のオリックス・ブルーウェーブ（兵庫県神戸市）と大阪近鉄バファローズ（大阪府大阪市）が合併し、オリックス・バファローズ（移行措置としてダブル・フランチャイズ期間あり）という1つの球団になって参戦している。また同シーズンより、東北楽天ゴールデンイーグルス（宮城県仙台市）が新規参入で加わった。この結果、パ・リーグは従前同様、6球団で維持されている。
なおNPB12球団は、8球団が三大都市圏に所在し、4球団が札仙広福（地方中枢都市）の各都市（★）にある。

#### 二軍組織（ファーム）
- イースタン・リーグ（日本ハム、楽天、西武、ロッテ、巨人、ヤクルト、DeNA、オイシックス）
- ウエスタン・リーグ（くふうハヤテ、中日、阪神、オリックス、広島、ソフトバンク）

#### 球団の運営母体の業種
- 新聞系 - 巨人（読売新聞グループ本社）、中日（中日新聞社）
- 鉄道系 - 阪神（阪神電気鉄道）[注釈 5]、西武（西武鉄道）[注釈 6]
- 食品系 - ロッテ（ロッテホールディングス）、ヤクルト（ヤクルト本社）、日本ハム（日本ハム）[注釈 7]
- 情報・通信系 - ソフトバンク（ソフトバンクグループ）、楽天（楽天グループ）、DeNA（ディー・エヌ・エー）
- 金融系 - オリックス（オリックス）
- 独立系 - 広島（マツダ創業家）[注釈 8]

1950年のセ・パ分立時には、鉄道系7球団（セの阪神・国鉄、パの西鉄・阪急・近鉄・南海・東急）、新聞系4球団（セの読売・中日・西日本、パの毎日）、映画系2球団（セの松竹、パの大映）、食品系1球団（セの大洋）、独立系1球団（セの広島）であった。
撤退した業種は、上述の映画系のほか、放送系（横浜：TBSHD）、流通系（ダイエー：ダイエー）、衣料品系（太陽：田村駒）、不動産業系（日拓：日拓グループ）等が挙げられる。

#### 球団の変遷
2008年までの日本野球連盟・日本野球機構所属球団の変遷（シーズン中の変更のみ日付を記す）。
2012年からは横浜ベイスターズが横浜DeNAベイスターズとなっている。
新規参入に際して
- 日本野球機構では長年、新規にチームを結成し加入する場合は60億円、既存球団の株式譲渡を受けて加入する場合は30億円の「加入料」を払うことになっていた。
- 2004年の再編問題を受けて、この制度が見直され新結成・譲渡の如何に関わらず「預かり保証金」として、30億円を支払う。そのうち、25億円が預託金で、10年間譲渡されなかった場合は預託金は返還される。残り5億円は日本プロ野球組織への支払いとなり、そのうちの1億円は加盟に際しての事務手続きの手数料、残り4億円は野球振興基金への寄付となる。

### 球団監督
| チーム                 | 監督       | 生年月日（年齢）       | 就任年          | 背番号 |
| ---------------------- | ---------- | ---------------------- | --------------- | ------ |
| 読売ジャイアンツ       | 阿部慎之助 | 1979年3月20日（46歳）  | 2024年（2年目） | 83     |
| 阪神タイガース         | 藤川球児   | 1980年7月21日（45歳）  | 2025年（1年目） | 22     |
| 横浜DeNAベイスターズ   | 三浦大輔   | 1973年12月25日（51歳） | 2021年（5年目） | 81     |
| 広島東洋カープ         | 新井貴浩   | 1977年1月30日（48歳）  | 2023年（3年目） | 25     |
| 東京ヤクルトスワローズ | 髙津臣吾   | 1968年11月25日（56歳） | 2020年（6年目） | 22     |
| 中日ドラゴンズ         | 井上一樹   | 1971年7月25日（54歳）  | 2025年（1年目） | 99     |

| チーム                       | 監督       | 生年月日（年齢）      | 就任年          | 背番号 |
| ---------------------------- | ---------- | --------------------- | --------------- | ------ |
| 福岡ソフトバンクホークス     | 小久保裕紀 | 1971年10月8日（53歳） | 2024年（2年目） | 90     |
| 北海道日本ハムファイターズ   | 新庄剛志   | 1972年1月28日（53歳） | 2022年（4年目） | 1      |
| 千葉ロッテマリーンズ         | 吉井理人   | 1965年4月20日（60歳） | 2023年（3年目） | 81     |
| 東北楽天ゴールデンイーグルス | 三木肇     | 1977年4月25日（48歳） | 2025年（1年目） | 88     |
| オリックス・バファローズ     | 岸田護     | 1981年5月10日（44歳） | 2025年（1年目） | 71     |
| 埼玉西武ライオンズ           | 西口文也   | 1972年9月26日（52歳） | 2025年（1年目） | 74     |

### スケジュール

#### 年間カレンダー
- 自主トレーニング（1月）
- 春季キャンプ（2月）
- オープン戦（2月下旬 - 3月下旬）
- 春期教育リーグ（二軍）（3月）
- 開幕戦（3月下旬 - 4月上旬）※現状ではほぼ毎年セ・リーグとパ・リーグが同時に開幕しているが、稀に開幕日を別にする年もある[注釈 10]。
- 日本生命セ・パ交流戦（5月中旬 - 6月中旬）
- フレッシュオールスターゲーム（二軍。旧：ジュニアオールスター）（7月下旬）
- オールスターゲーム（7月下旬、冠スポンサーはマイナビ（2017年から）〈1988年 - 2006年はSANYO、2007年はガリバー、2008年 - 2016年はマツダ〉）
- マジックナンバー点灯（8月下旬 - 9月）
- 胴上げ（レギュラーシーズン優勝決定）（9月中旬 - 10月上旬）
- 消化試合（レギュラーシーズン順位決定 - クライマックスシリーズ開幕）
- 戦力外通告（10月1日 - レギュラーシーズン終了翌日とクライマックスシリーズ終了 - 日本シリーズ終了直後の2回）
- みやざきフェニックス・リーグ（二軍）（10月）
- クライマックスシリーズ（プレーオフ制度。セ・パ両リーグで統一のプレーオフ／10月上旬 - 中旬）
- ドラフト会議（10月下旬）
- 日本シリーズ（10月下旬 - 11月上旬、冠スポンサーは三井住友銀行（2014年から）（2011年 - 2013年はコナミ））
- 秋季キャンプ（10月下旬 - 11月中旬）
- ストーブリーグ（日本シリーズ終了後 - 翌年1月）
  - フリーエージェント(FA)権の行使（日本シリーズ終了後）
  - 契約更改（日本シリーズ終了後 - 翌年2月）
  - トレード（日本シリーズ終了後 - 翌年7月31日）
- 翌シーズンの日程発表（11月中旬 - 12月上旬）

※あくまでもおおよその目安であって、この通りとは限らない。

#### 試合開始時刻
- 試合開始時刻は、ナイターでは18:00プレイボールが多いが、稀に18:20開始や18:30、現在ではほぼないが例外的に19:00もある。デーゲームでは主催球場によって異なるが、13:00、13:30[注釈 11]、14:00、15:00[注釈 12] のいずれかに開始される。2017年には15:30プレイボールが1試合あった[32]（パ・リーグは13:00開始が多いが、セ・リーグは14:00開始が多い）。また、夏期などに16:00開始や17:00開始の薄暮試合とするケースも見られる。
- 2009年度は18:30[注釈 13] の試合が4試合だった。
- 那覇市の沖縄セルラースタジアム那覇で2010年以降毎年開催されている公式戦2試合は、当地のライフスタイルに合わせて2013年までは19:00開始とされていたが、2014年以降は18:30開始とされている。
- 2018年度は、DeNAが17:30または17:45としている試合がある[33]。
- 秋に開催されるポストシーズンゲームの試合開始時刻はテレビ中継に左右されるケースが多い。クライマックスシリーズは主催球団のシーズン中に倣うことが多い。日本シリーズは18:00、18:10、18:15、18:30[注釈 14] に設定される。
- 2011年は、開幕直前に見舞われた東日本大震災による電力不足の影響で、4月中に開催予定の東北、関東でのナイトゲームが自粛となった。
- 2021年は、新型コロナウイルス感染拡大による緊急事態宣言の影響で、首都圏開催の試合で試合終了を早くするため17:30、17:45開始とする試合があった。

### NPBパートナー（協賛企業）
| 協賛企業・団体名 | 備考 |
| ---------------- | --- |
| カルビー         | - 2019年から協賛 - 1973年から現在に至るまで「プロ野球チップス」を販売している。 |
| コナミ           | - 2006年以降はコナミデジタルエンタテインメント（KDE） - NPB公認の野球ゲームソフト「実況パワフルプロ野球シリーズ」「プロ野球スピリッツシリーズ」を販売している。 - 2005年-2007年「アジアシリーズ」特別協賛 - 2011年-2013年の「日本選手権シリーズ」（「KONAMI日本シリーズ」）特別協賛はKDEではなくコナミ本社、およびコナミグループ全社。 |
| 大正製薬         | - 2016年シーズンから - 新人選手選択会議特別協賛（リポビタンD名義、2013年から） - NPB AWARDS特別協賛（リポビタンD名義、2014年から） |
| 日本生命保険     | - セ・パ交流戦特別協賛 - 月間MVP協賛 |
| マイナビ         | - 2017年オールスターゲーム特別協賛 |
| 三井住友銀行     | - 2014年10月就任 - 2014年より日本選手権シリーズ（「SMBC日本シリーズ」）特別協賛 |
| ローソン         | - 2012年5月就任 - 2014年のパシフィック・リーグクライマックスシリーズ（「LAWSONクライマックスシリーズ・パ」）特別協賛 |

| 協賛企業・団体名           | 備考 |
| -------------------------- | --- |
| ガリバーインターナショナル | - 2007年オールスターゲーム特別協賛                                                                                      |
| 三洋電機                   | - 現在のブランド上の名称は「パナソニック」 - 1987年-2006年オールスターゲーム特別協賛                                    |
| 新日本石油                 | - 現社名・ENEOS - 野球日本代表協賛（現在も継続中） - NPB12球団ジュニアトーナメント・ENEOSカップ特別協賛（現在も継続中） |
| 日本コカ・コーラ           | - 「ジョージア魂」賞協賛（ジョージア名義）                                                                              |
| マツダ                     | - 2008年-2016年オールスターゲーム特別協賛                                                                               |

## 独立リーグ

### 概要
2004年に起こったプロ野球再編問題と四国アイランドリーグ（現・四国アイランドリーグplus）誕生の影響もあって、当時は全国各地に独立リーグ構想が持ち上がった。ベースボール・チャレンジ・リーグ（ルートインBCリーグ）のように実現した独立リーグもあるが、資金面などの問題もあって実現までに至っていないものも複数存在する。
社会人野球を統括する日本野球連盟は、リーグ所属選手について2005年から2008年までは社会人などアマチュアと同等に扱っていた。しかし、2009年に日本野球連盟は「国内の独立リーグに関する取扱要領」を制定し、NPB同様プロ選手として扱われる（退団者の社会人野球選手登録は1チーム3人以内）ことになった。2010年からは、独立リーグ退団者は退団翌年度に社会人野球選手登録ができない制限も追加された。その後、2014年11月に、すべての独立リーグ退団者に対して登録者数制限が適用外となり、日本独立リーグ野球機構所属リーグ（四国アイランドリーグplusとベースボール・チャレンジ・リーグ）並びに賛助会員チームの退団者に対しては登録期間制限も適用外となった。この決定以降に機構に加盟した九州アジアリーグや北海道フロンティアリーグ、日本海リーグ、関西独立リーグ (2代目)（さわかみ関西独立リーグ）の選手に関しても同様に適用される。
一方、日本野球機構（NPB）は、外国人（日本の学校卒業者を除く）およびNPB在籍経験のある独立リーグ選手に対しては「移籍」の形でNPB球団と契約することを認めているが、それらに該当しない選手についてはプロ野球ドラフト会議での指名を受けなければ契約できない。この点について、独立リーグ（アイランドリーグとBCリーグ）側は、選手の経歴によらず移籍可能にしたいという意向を持っていると報じられている。
独立リーグの選手もNPB同様にプロ契約を交わして球団から報酬を受け取っているものの、その額はNPBと比べ極めて少ない。解散時点の初代関西独立リーグは完全無給制で、同リーグを脱退した球団によって設立されたBASEBALL FIRST LEAGUE→2代目関西独立リーグ（さわかみ関西独立リーグ）も同様である。そのため、オフシーズンに副業を認めるリーグも存在する。また、2020年より開幕した北海道ベースボールリーグや、同リーグから一部球団が脱退して2022年に開幕した北海道フロンティアリーグは、シーズン中も球団地元の企業や農家で選手が就労する形態を採用する。
| リーグ名称                       | 設立年 | 球団数 | 備考                                                                   |
| -------------------------------- | ------ | ------ | ---------------------------------------------------------------------- |
| 四国アイランドリーグplus         | 2005年 | 4      |                                                                        |
| ベースボール・チャレンジ・リーグ | 2007年 | 8      | 命名権にによる名称は「ルートインBCリーグ」。 他に準加盟1球団あり。     |
| 関西独立リーグ (2代目)           | 2014年 | 5      | 命名権にによる名称は「さわかみ関西独立リーグ」。 他に準加盟1球団あり。 |
| 北海道ベースボールリーグ         | 2020年 | 2      |                                                                        |
| 九州アジアリーグ                 | 2021年 | 4      | 他に準加盟1球団あり。                                                  |
| 北海道フロンティアリーグ         | 2022年 | 3      |                                                                        |
| 日本海リーグ                     | 2023年 | 2      | 他に準加盟1球団あり。                                                  |

### 四国アイランドリーグplus
四国アイランドリーグplusは、下記の4球団によって構成される。
2004年の創設当初の名称は「四国アイランドリーグ」で、四国4県の各1球団が加入して2005年シーズンを行った。2007年12月、福岡・長崎の九州2球団が新規加入したのに伴い、「四国・九州アイランドリーグ」に改称。2008年シーズンから6球団で公式戦を行っていた。福岡（福岡レッドワーブラーズ）は経営難に伴い、2009年でいったんリーグ戦への参加を休止し、2010年は5球団で開催された。福岡は事務所は存続し、「準加盟球団」として新たなスポンサーを探して2011年の復帰を目指すとしていたが、2011年の復帰は見送られた。また、長崎セインツは2010年シーズン限りで撤退・解散した。一方、休止が決まったジャパン・フューチャーベースボールリーグから三重スリーアローズが加盟して2011年度より参加したことに伴い、「四国アイランドリーグplus」に改称。しかし、三重は2011年度限りでリーグを脱退し、解散。2012年度以降は四国4チームで公式戦を開催しており、福岡の復帰は実現していない。資金は4億円程である。
- 愛媛マンダリンパイレーツ
- 香川オリーブガイナーズ
- 高知ファイティングドッグス
- 徳島インディゴソックス

### ベースボール・チャレンジ・リーグ
ベースボール・チャレンジ・リーグ（ルートインBCリーグ）は、下記の8球団によって構成される。
2006年の創設当初の名称は北信越ベースボール・チャレンジ・リーグで、新潟・信濃・富山・石川の4球団が加入して2007年シーズンを行った。2007年11月、群馬・福井の2球団が新規加入したのに伴い、現名称に改称。2008年シーズンからは6球団（2地区制）で公式戦をおこなった。2015年シーズンから福島・武蔵の2球団が加入して8球団（2地区制）となり、さらに2017年度から栃木および滋賀の2球団が加入、10球団（2地区制）となった。2019年に茨城が加入し、11球団（2地区制）となる。2020年シーズンからは、神奈川がリーグ戦に参加し、12球団となった。2020年は2地区制で開催予定だったが、新型コロナウイルスの感染拡大に伴い、3地区制に変更された。2021年も3地区制で開催された。2021年9月1日、西地区の4チーム（富山・石川・福井・滋賀）は2022年シーズンよりリーグに参加せず、新リーグを結成することが発表され、9月16日にはリーグの名称が日本海オセアンリーグとなることが明らかにされた。これに伴い、2022年は2地区制となる。
発足当時からの加盟球団だった新潟アルビレックス・ベースボール・クラブは、2023年11月に2024年からのNPBファーム加入が正式に決定し、2023年末をもってリーグ加盟資格を終了した。これに伴い、2024年は地区を設けずにリーグ戦を実施した。2025年は、前年準加盟だった山梨ファイアーウィンズが正式に加盟して8球団に戻り、再び東西2地区制でリーグ戦を実施する。
また、静岡県浜松市に事務所を置く「静岡県民球団」（正式名称未定）が、将来の加盟を前提にした球団設立活動をおこなう「準加盟球団」の承認を受けている。ただし、2023年時点では活動休止中とされている。一方、かつてベイサイドリーグに所属していた千葉スカイセイラーズが1年間の無所属活動を経て2025年から準加盟となり、引き続き本加盟を目指している。
- 福島レッドホープス
- 茨城アストロプラネッツ
- 栃木ゴールデンブレーブス
- 群馬ダイヤモンドペガサス
- 埼玉武蔵ヒートベアーズ
- 山梨ファイアーウィンズ
- 神奈川フューチャードリームス
- 信濃グランセローズ

### 関西独立リーグ（初代）
関西独立リーグは2009年シーズンより開始。「KANDOK」の略称を使用していた。大阪エキスポセブンティーズや三重スリーアローズが加入する予定があったが、いずれも独自にリーグを結成する方針に変更した（大阪エキスポセブンティーズはリーグ発足に至らず）。また、初年度参加の大阪ゴールドビリケーンズは2009年のシーズン終了後に脱退し、2010年シーズンから韓国人選手主体のソウル・ヘチ（旧コリア・ヘチ→韓国ヘチ）が加盟した。2011年からは大阪ホークスドリームのほか、2010年限りで休止した神戸9クルーズの選手を引き継いだ兵庫ブルーサンダーズ、チームの権利を引き継いだフォレストホームの設立による神戸サンズが参加した。一方、明石レッドソルジャーズは代表者の死去などに伴い、2011年から活動を休止した。2012年度は06BULLSと大和侍レッズの2球団が加入する一方、大阪ホークスドリームやソウル・ヘチはリーグ戦への参加を休止した。2012年度終了後、大阪ホークスドリームはリーグを脱退してクラブチームに変更、神戸サンズと大和侍レッズは活動を休止した。このため、リーグ発足当時から残っている球団は紀州レンジャーズのみとなっていた。2013年度は紀州・兵庫・06BULLSの3球団であった。シーズン終了後、紀州と他の2球団が運営方針をめぐって対立し、全球団が脱退したためリーグは事実上活動を停止した。兵庫と06BULLSは、新たにBASEBALL FIRST LEAGUE（ベースボール・ファースト・リーグ、現・さわかみ関西独立リーグ）を設立した。

### ジャパン・フューチャーベースボールリーグ
ジャパン・フューチャーベースボールリーグは、下記の2球団によって構成されていた。
2010年シーズンより開始。三重スリーアローズは当初関西独立リーグに加盟する予定だったが、関西独立リーグの既存球団との間に選手の給与水準やリーグ運営方針に関して意見や理念の相違があったとされ、その為に2009年10月に関西独立リーグからの脱退を決定し、独自の独立リーグを結成する運びとなった。10月13日に新リーグの名称を「ジャパン・フューチャーリーグ」と発表。同年12月1日に「ジャパン・フューチャーベースボールリーグ」に改称した。また関西独立リーグの初代王者である大阪ゴールドビリケーンズも、三重スリーアローズと同様に、2009年10月に関西独立リーグからの脱退を決め、ジャパン・フューチャーベースボールリーグへの参加を表明した。2010年は四国・九州アイランドリーグとの交流戦も加えてリーグ戦を実施した。しかし、大阪球団の選手の不祥事によりスポンサーが撤退するなど経営問題が浮上し、2010年9月に2011年度のリーグ休止を決定した。上記の通り、三重は2011年度は四国アイランドリーグplusに参加した。
- 三重スリーアローズ
- 大阪ゴールドビリケーンズ

### 関西独立リーグ（2代）
関西独立リーグ（さわかみ関西独立リーグ）は、下記の5球団によって構成される。発足から2018年12月3日までのリーグ名は「BASEBALL FIRST LEAGUE」だった。2018年12月4日より「関西独立リーグ」にリーグ名を変更した。2020年のシーズン開始後に同年シーズン（12月末日まで）は命名権売却による「さわかみ関西独立リーグ」の名称を使用すると発表された。発表のないまま2021年1月以降もリーグウェブサイト等では「さわかみ関西独立リーグ」の名称が使用されていたが、同年4月になって命名権契約を更新したことが発表された。2022年時点では、旧リーグと同じ「KANDOK」の略称をリーグウェブサイトにて使用している。
2013年12月にリーグの運営方針をめぐって紀州と対立した兵庫ブルーサンダーズと06BULLSによって設立が表明され、2014年になって設立された姫路GoToWORLDを加えて、2014年4月に開幕した。基本的に選手が無給という点は、解散時の初代関西独立リーグと同じである。
2016年度限りで姫路が活動を休止し、一方2017年度より和歌山ファイティングバーズ（現・和歌山ウェイブス）が加入したため、2018年度まで3球団で運営された。2019年度より堺市をフランチャイズとする堺シュライクスが加入し、4球団での運営となる。2023年からは淡路島に本拠を置く新球団淡路島ウォリアーズが加入し、5球団でリーグ戦を実施した。さらに2024年度からは姫路イーグレッターズが参加して6球団となる（かつての姫路GoToWorldとは別球団）。しかし、2024年シーズン終了後に淡路島は来季の参入基準を満たせないとして、リーグ戦不参加の準加盟球団に変更となった。
- 兵庫ブレイバーズ（旧：兵庫ブルーサンダーズ→神戸三田ブレイバーズ）
- 大阪ゼロロクブルズ（旧：06BULLS）
- 和歌山ウェイブス（旧：和歌山ファイティングバーズ）
- 堺シュライクス
- 姫路イーグレッターズ

### 北海道ベースボールリーグ
北海道ベースボールリーグは、下記の2球団により構成される。2020年よりリーグ戦を実施し、初年度は富良野と美唄の2チームで公式戦を実施した。2021年シーズンより士別・石狩の2チームが加わっている。選手はシーズン中も球団の地元で就労しながら練習・試合をおこない、当初はチームに監督を置かないなど、過去の独立リーグとは異なる方針を採用している。
2021年シーズン終了後の同年10月6日に、美唄・士別・石狩の3球団が9月30日をもってリーグを脱退し、新リーグを結成することが明らかにされた。北海道ベースボールリーグは、残る富良野に加え、すながわリバーズ、滝川市の新球団で2022年の運営をおこなうとした。滝川市の新球団は後日「滝川プレインウィンズ」に名称決定したが、本拠地を滝川市から奈井江町などに変更したことに伴い「奈井江・空知ストレーツ」に再度変更された。2022年シーズンからは監督を置いている。
離脱した3球団側は11月5日にリーグ設立記者会見を開き、リーグ名を北海道フロンティアリーグと発表した。
2023年シーズンより「旭川ビースターズ」がリーグ戦に参加している。一方、前年加入した奈井江・空知はシーズン開幕前の3月31日に、前年シーズンでのリーグ脱退と解散を発表した。2023年シーズン終了後には、すながわの当シーズン限りでの脱退が発表された。すながわについてはその後活動実態がなくなり、事実上休止となっている。
- 富良野ブルーリッジ
- 旭川ビースターズ

### 九州アジアリーグ
九州アジアリーグは2021年よりリーグ戦を実施し、下記の4球団により構成される。初年度は火の国と大分の2チームであった。2021年9月より命名権による「ヤマエ久野 九州アジアリーグ」の通称を使用し、ヤマエ久野の持株会社化に伴って2022年11月に「ヤマエグループ 九州アジアリーグ」に通称を変更した。2022年に北九州（同年の正式名称は「福岡北九州フェニックス」）、2023年に宮崎がそれぞれ加入している。2024年からは佐賀県を拠点として東南アジア出身選手で構成される佐賀インドネシアドリームズ（2025年1月に「佐賀アジアドリームズ」に改名）が「準加盟球団」として、一部の公式戦に参加している。ヤマエグループとの命名権契約は2025年2月をもって終了した。
- 火の国サラマンダーズ
- 大分B-リングス
- 北九州下関フェニックス（旧：福岡北九州フェニックス）
- 宮崎サンシャインズ

### 北海道フロンティアリーグ
北海道フロンティアリーグは2021年に設立され、下記の4球団により構成される。別海パイロットスピリッツは2025年からの加入である。
- 美唄ブラックダイヤモンズ
- KAMIKAWA・士別サムライブレイズ（旧・士別サムライブレイズ）
- 石狩レッドフェニックス
- 別海パイロットスピリッツ

### ベイサイドリーグ
ベイサイドリーグは、「日本海オセアンリーグ」の名称で2021年に設立され、2022年より公式戦を開催した。発足当初はベースボール・チャレンジ・リーグの西地区から離脱した4球団で構成されていた。しかし、福井ネクサスエレファンツは2022年限りで活動を休止する一方、2023年からリーグ戦に参加する前提で千葉県に新球団を設立することが2022年10月に発表された。さらに神奈川県を本拠とする「YKSホワイトキングス」の加入と滋賀GOブラックスの1年間の活動休止を発表した後、2023年は千葉スカイセイラーズとYKSによる「ベイサイドリーグ」に再編することとなった。残る富山と石川はリーグを離脱して、次節の日本海リーグを結成した。2023年はYKSと千葉の2チームで公式戦を開催した。しかし、同年シーズン終了後に千葉は2024年はリーグに参加せず、2025年以降のベースボール・チャレンジ・リーグ正式加盟を目指すと発表した（前記の通り2025年より準加盟）。2024年のリーグ活動については具体的な発表がなされておらず、YKS球団も選手・指導者が不在の状態で事実上活動を休止している。
- YKSホワイトキングス

なお日本海オセアンリーグ時代に1年間の活動休止が発表された滋賀の2024年以降の処遇については公表されておらず、休止が継続している。

### 日本海リーグ
日本海リーグは、2023年に設立され、下記の2球団により構成される。2025年より滋賀県の球団が準加盟し、2026年の本加盟を目指す予定である。滋賀県の球団名は「SHIGA HIJUMPS」（しが ハイジャンプス）となった。
- 富山GRNサンダーバーズ
- 石川ミリオンスターズ

## 独立リーグ非加盟チーム
2020年度より始動した琉球ブルーオーシャンズは上記の独立リーグには加盟せず、NPBが参入枠を拡大した場合に加盟することを目標としていた。試合はNPBのファームや上記の独立リーグのチームのほか、アジアのプロ野球リーグのチームとの交流戦を実施する意向を持っていた。しかし、2022年11月に、今後の活動を一時休止すると発表した。リーグには非加盟のまま、琉球は日本独立リーグ野球機構に賛助会員として加盟していたが、2022年2月に除名された。2022年11月に活動を休止している（翌年運営会社が自己破産）。
- 琉球ブルーオーシャンズ

## プロ野球マスターズリーグ
NPBで現役を終えた引退選手によるリーグであるプロ野球マスターズリーグは、下記の5球団によって構成される。
2001年（2001-2002年シーズン）よりNPBで現役を終えた選手によって、主にプロ野球のオフシーズンである冬季にリーグ戦を開催していたが、2008-2009年シーズンをもってリーグ戦は休止（以後、オールスター戦のみ開催）。その後はリーグ戦再開を目指しているが、2019年現在再開には至っていない。
- 札幌アンビシャス
- 東京ドリームス
- 名古屋80D'sers
- 大阪ロマンズ
- 福岡ドンタクズ

## 女子プロ野球
女性によるプロ野球リーグとして、1950 - 1951年にかけて日本女子野球連盟が存在した。
2010年より日本女子プロ野球機構によるリーグが開始され、59年ぶりに女子プロ野球リーグが復活した。2020年までリーグ戦が開催されていたが、2021年7月21日に所属選手が0人となったため、以後は事実上の消滅状態となっている。
2010年創設
- 京都アストドリームス（現・京都フローラ）
- 兵庫スイングスマイリーズ（現・愛知ディオーネ）

2012年創設
- 大阪ブレイビーハニーズ（現・レイア）

2013年創設
- イースト・アストライア（現・埼玉アストライア）

一方、2009年に発足した関西独立リーグにおいて、吉田えりが神戸9クルーズに入団し、男子リーグでプレーする初の女子プロ野球選手となった（同年限りで退団）。吉田は2013年に石川ミリオンスターズに移籍した。2010年に、増田里絵が明石レッドソルジャーズに入団し、2人目となった。NPB及び四国アイランドリーグplusでも女子選手のプレーが認められているが、2021年現在まで所属した女子選手は現れていない（NPBでは過去にオリックスや近鉄で女性が入団テストを受験した事例がある）。

## その他

### ドーピング対策
ドーピングに対しては平成19年（2007年）から機構独自の検査を行い、罰則を設けている。日本アンチ・ドーピング機構（JADA）には加盟していない。2017年度シーズンからは血液検査も実施される。

### 暴力団排除活動
2003年に「暴力団等排除宣言」。12球団や球場等で「プロ野球暴力団等排除対策協議会」を結成。2016年、前年に野球賭博問題があり、改めて反社会的勢力の遮断の必要性があるとのことから、各球団に身元確認などを強化するよう要請。野球協約の改定も検討課題と報じられた。

### 国際大会への配慮
1964年東京オリンピック
- 1964年、日本で戦後初めての近代オリンピックとなる東京オリンピックが開かれた。10月10日のオリンピックの開幕式までに日本シリーズ（史上初の全試合ナイター開催）を含む全ての公式戦を消化するように日程の配慮が行われ、通常オープン戦が行われる3月中旬（パ･3月14日、セ･3月20日）に開幕。
- しかし、日本シリーズの阪神vs南海戦は、当初9月29日開幕予定が、セントラル・リーグの優勝がなかなか決まらずに、阪神が優勝した翌日の10月1日に開幕。更に雨天中止が災って、最終戦の第7戦が東京五輪の開幕日の10月10日に行われる羽目になった。

シドニーオリンピック
- 2000年に開かれたシドニーオリンピックにおいて、野球が夏季オリンピックで初めてプロ選手の出場が認められた。この年の大会は、パシフィック・リーグ所属の主力選手（各チーム1人ずつ）が代表として派遣された。その為、期間中に行われるパ・リーグの公式戦のうち、東京ドームをホームスタジアムとする日本ハムの主催ゲーム（他のイベントの都合上日程が変更できなかった）を除く平日の試合を極力行わないように配慮した。

2002 FIFAワールドカップ
- 2002年に開催されたサッカーワールドカップ日韓大会では、日本代表チームの試合日や決勝戦開催日などに試合を行わないように日程を調整した。

アテネオリンピック、北京オリンピック
- 2004年に開かれたアテネオリンピック、2008年に行われた北京オリンピックでは全12チームから2名ずつ代表選手を選抜した日本代表チームが派遣された。シドニーオリンピック時のような日程調整はなかったが、代表チームに参加した選手（日本以外の代表チームに参加した選手も含む）たちには代表チームの公式日程期間中に挙行された試合数を規定打席・規定投球回の計算から除外する特例措置が設けられた。

2020年東京オリンピック
- 2020年に行われる予定だった東京オリンピックでは、12球団から選抜された日本代表チームの派遣、また開催期間にあたる7月21日から8月13日までのシーズン中断が予定されていた。それに伴って開幕は例年より1週間早い3月20日、閉幕は例年より遅い10月17日、そしてクライマックスシリーズと日本選手権シリーズも例年より3週間遅くなる予定だった。さらに、オリンピックの試合会場となっているなどの理由で、五輪前後の期間中に本拠地球場が使用できないDeNA、ヤクルト、日本ハムは、期間中の主催試合を減らす、他球団の本拠地球場での代替開催や地方球場開催を増やすなど日程上の配慮が行われていた。ただし、前述のとおり世界的な新型コロナウイルスの感染拡大と東京オリンピックの延期に伴い、当初組まれていた日程でのプロ野球開催は行われなかった。
  - その後2021年に1年延期されることが決定したため、2021年もオリンピック準備期間を考慮した日程を組むこととなった。

### 公式戦海外遠征
古くは日本運動協会と天勝野球団が、1923年にソウルでプロ球団同士の海外試合を行っている。
プロ野球リーグ戦開始後、初の公式戦海外遠征開催は、1940年に行われた満州リーグ戦である。満州（現在の中華人民共和国・東北部）に参加全9チームが総遠征し、7-8月にかけての夏季リーグ戦（事前の練習試合・オープン戦含む）を開催した。翌1941年も開催する予定だったが日中戦争の戦局悪化の影響で取りやめとなった。
戦後は1961年5月20日に当時アメリカ占領下の沖縄・奥武山野球場で西鉄ライオンズ対東映フライヤーズ戦で戦後初の海外遠征が開催された（1962年6月13、14日にも阪急ブレーブス対大毎オリオンズ戦が同じく沖縄遠征を実施）。
2002年5月14、15日には台湾（中華民国）の台北市・天母棒球場で福岡ダイエーホークス対オリックス・ブルーウェーブ戦が開催された。
2005年にも韓国のソウルの蚕室（チャムシル）球場と釜山の社稷（サジク）球場で千葉ロッテマリーンズ対福岡ソフトバンクホークス戦が6月28、29日に予定されていたが、韓国プロ野球のLGツインズと斗山ベアーズが蚕室球場を本拠地として使っているため、空き日がなく試合が不可能となり、代わりに仁川の文鶴（ムナク）球場で試合することに決めたが、採算が取れないと判断し、同年3月9日に開催取りやめを発表した（実際はロッテの本拠地・千葉マリンスタジアムで開催）。
このほか、2014年の開幕戦「巨人対阪神」を日本プロ野球創立80年記念としてアメリカ合衆国で開催する計画もあったが、予算その他の理由により同年度の開催を見送っている。なおアメリカ開催に際しては外務省出身だった当時のNPBコミッショナー・加藤良三が強く熱望していたといわれている。

### 中継番組
NPBによるプロ野球中継は対巨人戦ナイターをメインとして、黎明期からラジオやテレビ（NHK・各民放）の地上波で全国放送されてきたものの、2000年代になると視聴率低迷とBSデジタル放送・CS放送の普及により地上波放送は激減した。衛星放送の多チャンネル化で民放系BS放送局やJ SPORTS、トゥエルビなどで、特にパ・リーグ主催試合を中心に放送が増えた。2010年代後半からはDAZN、パ・リーグTVなどインターネットで配信する事例も多くなった。
報道量上位競技では地上波でもプロ野球の比率が非常に高く、視聴率の低さに対して報道量は多い。特に2007年から2009年にかけては、2位3位に対して約2倍の報道量である。近年の全国放送は開幕戦や週末デーゲーム、日本シリーズなど少数だが、関東地方以外の本拠地を持つ球団では地元局でのローカル中継は随時放送されており、視聴率も各地で高視聴率を獲得している。
ラジオでは、2007年にはラジオ大阪が国内中波ラジオ局としては初めてプロ野球中継から撤退している。また、2012年には、地上波の視聴率が低いことから、読売ジャイアンツが日本シリーズに進出したにもかかわらず、日本テレビ系列のラジオ日本が日本シリーズの放送を行わなかった。さらに、2017年にはTBSラジオが関東キー局では初となるプロ野球中継から全面撤退している。1980年代まではラジオNIKKEI（当時はラジオたんぱ）もプロ野球中継を編成していた。衛星放送局の日本BS放送(BS11)では、四国・九州アイランドリーグとベースボール・チャレンジ・リーグ（BCリーグ）による一部の公式戦も中継していた（現在はNPBを含め、BS11でのプロ野球・セミプロ野球の放送はしていない）。NPBでは基本的にオープン戦、公式戦およびクライマックスシリーズの放映権は主催各球団が管理している。日本シリーズ、オールスターゲームの放映権は日本野球機構が管理する。

### 年金制度
15年以上の加入者は毎年142万円が終身支給されたが、2012年財政不足で廃止された。

### 組織関連
- 日本野球機構
  - NPBエンタープライズ
  - プロ野球審判員
  - 日本野球連盟
  - 総進軍優勝大会
- 国民野球連盟
- プロ野球オーナー会議
- 全日本野球会議
- 日本独立リーグ野球機構
- 独立リーグ連絡協議会

### 大会関連
- 日本プロ野球公式戦開催球場一覧
- セ・パ交流戦
- プレーオフ制度
- プロ野球アジアシリーズ
  - 日韓クラブチャンピオンシップ
  - アジア プロ野球チャンピオンシップ
- ワールド・ベースボール・クラシック
- 日米野球
- プロ野球12球団チャリティーマッチ -東日本大震災復興支援試合-
- NPB12球団ジュニアトーナメント（ENEOSカップ）
- プロ野球マスターズリーグ
- フレッシュオールスターゲーム
- ファーム日本選手権
- 新日本リーグ
- 教育リーグ
- グランドチャンピオンシップ (独立リーグ)

### 球団関連
- プロ野球チーム一覧
- 運営会社 (日本プロ野球)
- 野球場
- プロ野球地域保護権
- 優勝ペナント

### 選手関連
- プロ野球選手
- 日本のプロ野球選手一覧
- 外国人枠
- 日本プロ野球選手会
- 野球界の永久欠番
- 日本プロ野球名球会
- 日本プロ野球OBクラブ
- プロ野球ドラフト会議
- トレード
- フリーエージェント(FA)
- 契約更改
- 日本人選手のメジャーリーグ挑戦
- 日本人メジャーリーガー一覧
- ストーブリーグ

### 個人タイトル・表彰関連
野手タイトル
- 首位打者
- 最多本塁打（本塁打王）
- 最多打点（打点王）
- 最多盗塁（盗塁王）
- 最多安打
- 最高出塁率

投手タイトル
- 最優秀防御率
- 最多勝利
- 最多奪三振（奪三振王）
- 最高勝率
- 最多セーブ投手（セーブ王）
- 最優秀中継ぎ投手

表彰
- 沢村栄治賞（沢村賞）
- ベストナイン
- 最優秀選手（MVP）
- 最優秀新人（新人王）
- カムバック賞

機構外の協賛による表彰
- 三井ゴールデン・グラブ賞（ゴールデングラブ賞） - 三井物産協賛
- ローソンチケット スピードアップ賞（スピードアップ賞） - ローソンエンタテインメント協賛
- スカパー! ドラマティック・サヨナラ賞（サヨナラ賞・月間サヨナラ賞） - スカパーJSAT協賛
- 日本生命月間MVP賞（月間MVP） - 日本生命保険協賛

機構外からの表彰
- 最優秀バッテリー賞 - スポーツニッポン新聞社主催・電池工業会協力

廃止
- 最多出塁数
- 最多勝利打点
- ファイアマン賞 - 損害保険ジャパン協賛
- スーパースラッガー賞（最高長打率）
- 週間ベストプレイヤー賞（週間BISポイント1位選手に授与、1989年-2000年）
- JCB・MEP賞（セ・リーグのみ） - JCB協賛
- JA全農Go・Go賞 - 全国農業協同組合連合会協賛
- 最優秀投手
- IBMプレイヤー・オブ・ザ・イヤー賞 - IBM提携
- 「ジョージア魂」賞 - 日本コカ・コーラ協賛

歴代獲得者一覧
- セントラル・リーグ個人タイトル獲得者一覧
- パシフィック・リーグ個人タイトル獲得者一覧

### 記録関連
- セイバーメトリクス (sabermetrics)
- NPB・BIS
- 野球の各種記録
- 日本プロ野球記録の一覧
- 完全試合
- ノーヒットノーラン
- サイクルヒット
- トリプルスリー
- 勝利打点
- 毎回得点
- プロ野球記念本塁打一覧
- 幻の本塁打一覧
- Aクラス・Bクラス

### 監督関連
- プロ野球監督
  - 日本のプロ野球監督のチーム別一覧

### 試合関連
- ホーム・アンド・アウェー
- ビジター
- ゲーム差
- 放棄試合（没収試合）
- 降雪を除く天候不順以外で中止・打ち切りになった日本プロ野球の試合
- ダブルヘッダー
- コールドゲーム
- 予告先発
- 指名打者
- ヒーローインタビュー
- サスペンデッドゲーム

### 応援関連
- 応援団
- 私設応援団
- 中虎連合会
- ヒッティングマーチ管理委員会

### 報道関連
- プロ野球中継
- 野球評論家

### その他
- 河野安通志
- 押川清
- 橋戸信
- 正力松太郎
  - 正力松太郎賞
- プロ野球再編問題 (1949年)
- プロ野球再編問題 (1973年)
- プロ野球再編問題 (2004年)
- 野球くじ（野球トトカルチョ）
- 日本女子野球連盟